# آلن لوور
آلن لوور (انگلیسی: Alain Louvier؛ زادهٔ ۱۳ سپتامبر ۱۹۴۵) رهبر (موسیقی)، و آهنگساز اهل فرانسه است.

## افتخارات
وی همچنین برندهٔ جوایزی همچون جایزه بزرگ رم شده‌است.